# Iroha (セルフプレジャーアイテム)
iroha（イロハ）とは、株式会社TENGAが販売する女性向けセルフプレジャー・アイテムのブランド名である。

## 製品概要
アダルトグッズメーカーであるTENGA初の女性向けアイテムとして、2013年3月3日に発売された。コンセプトは「女性らしくを、新しく。」。就寝時のパックや風呂でのトリートメントなどに準え、女性のセルフケアのひとつとしてからだが求める「気持ちよさ」に応えて欲しいという想いが込められている。
開発は全て女性で行われており、日本人女性の感性で、アダルトグッズ未経験の人でも手に取りやすい商品を目指した。特に見た目と手触りにはこだわったという。「iroha」という名前は、いろは歌のイロハから取られた。イロハという言葉には「ものごとのはじまりや基本」という意味もあり、そこには「新しいことをはじめよう」というTENGAの決意も込められている。
初期アイテム「iroha」シリーズの発売時には、発表後19時間でアクセスが集中し、同社のサーバーがダウンした。

## ラインナップ

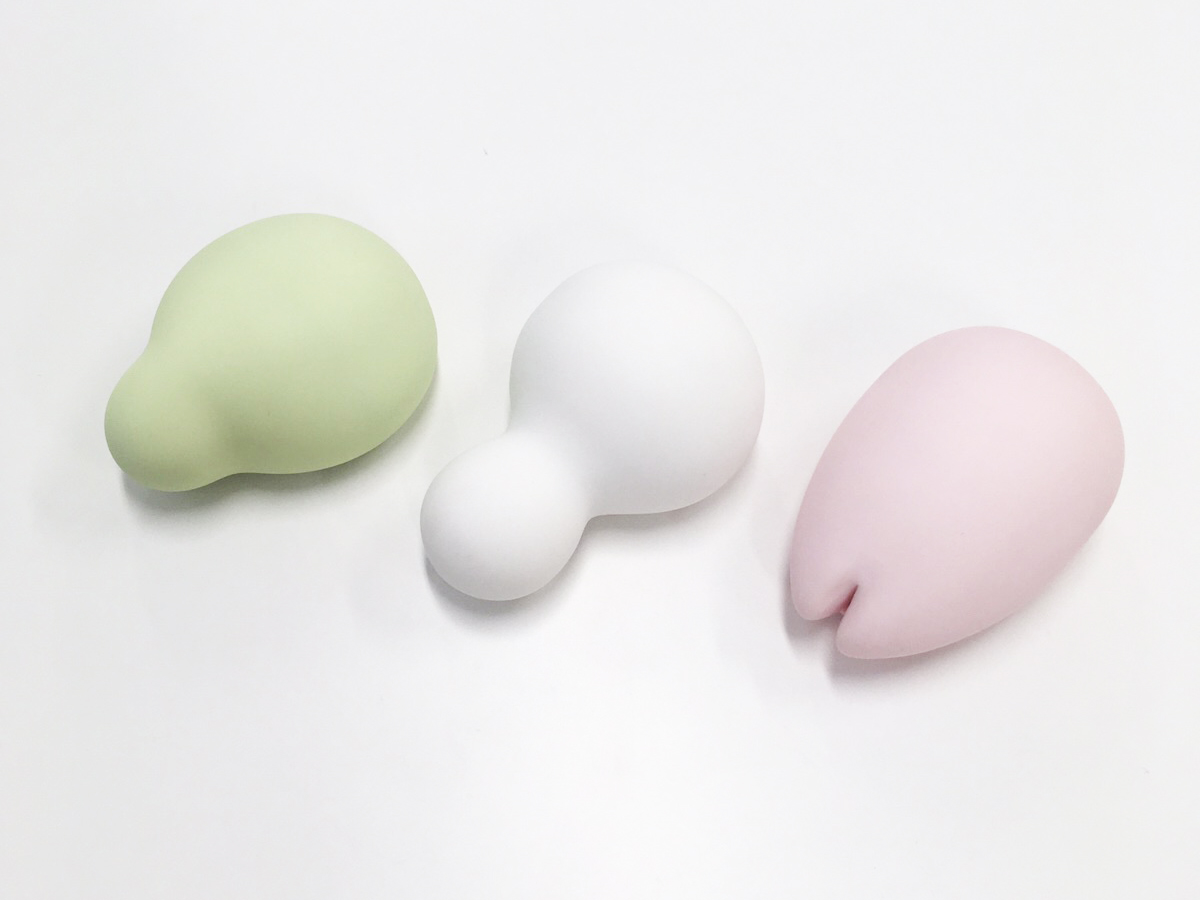
iroha

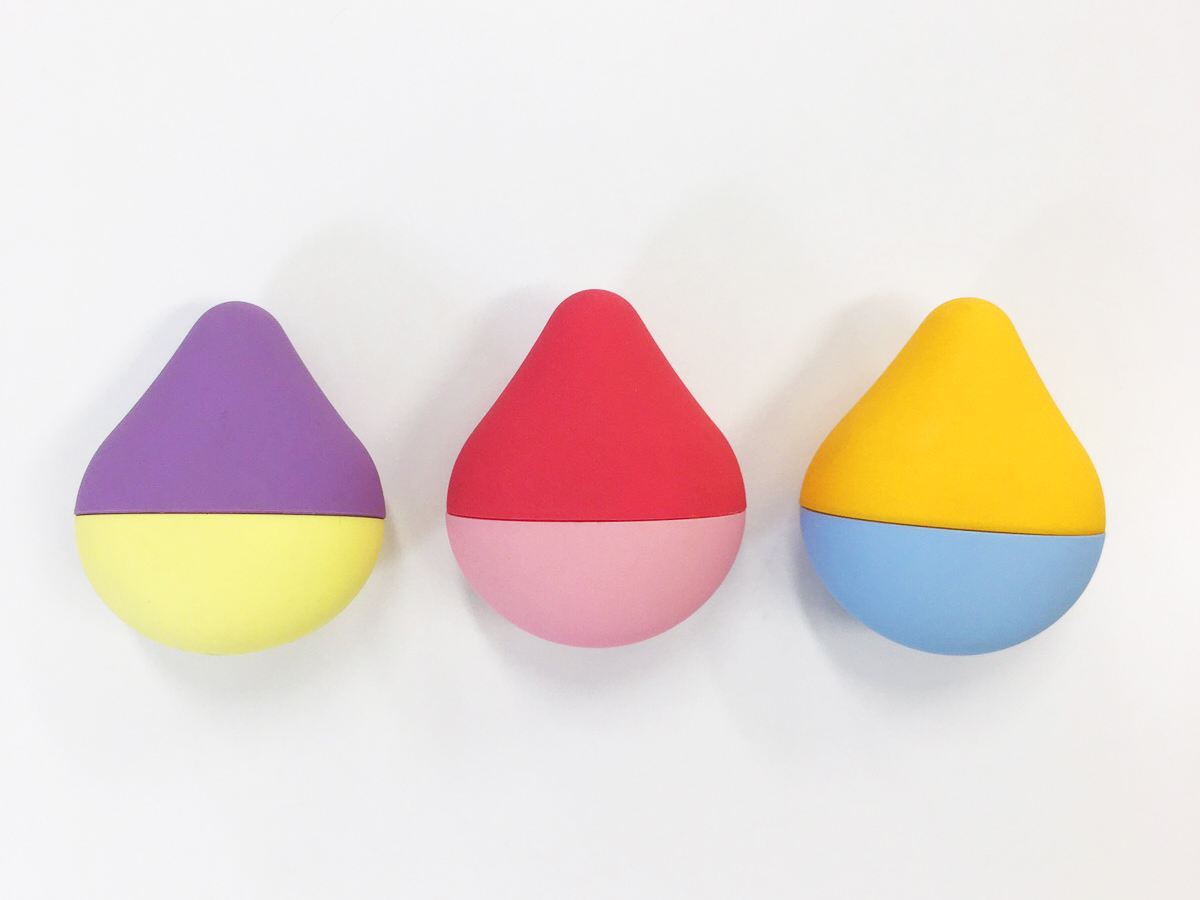
iroha mini

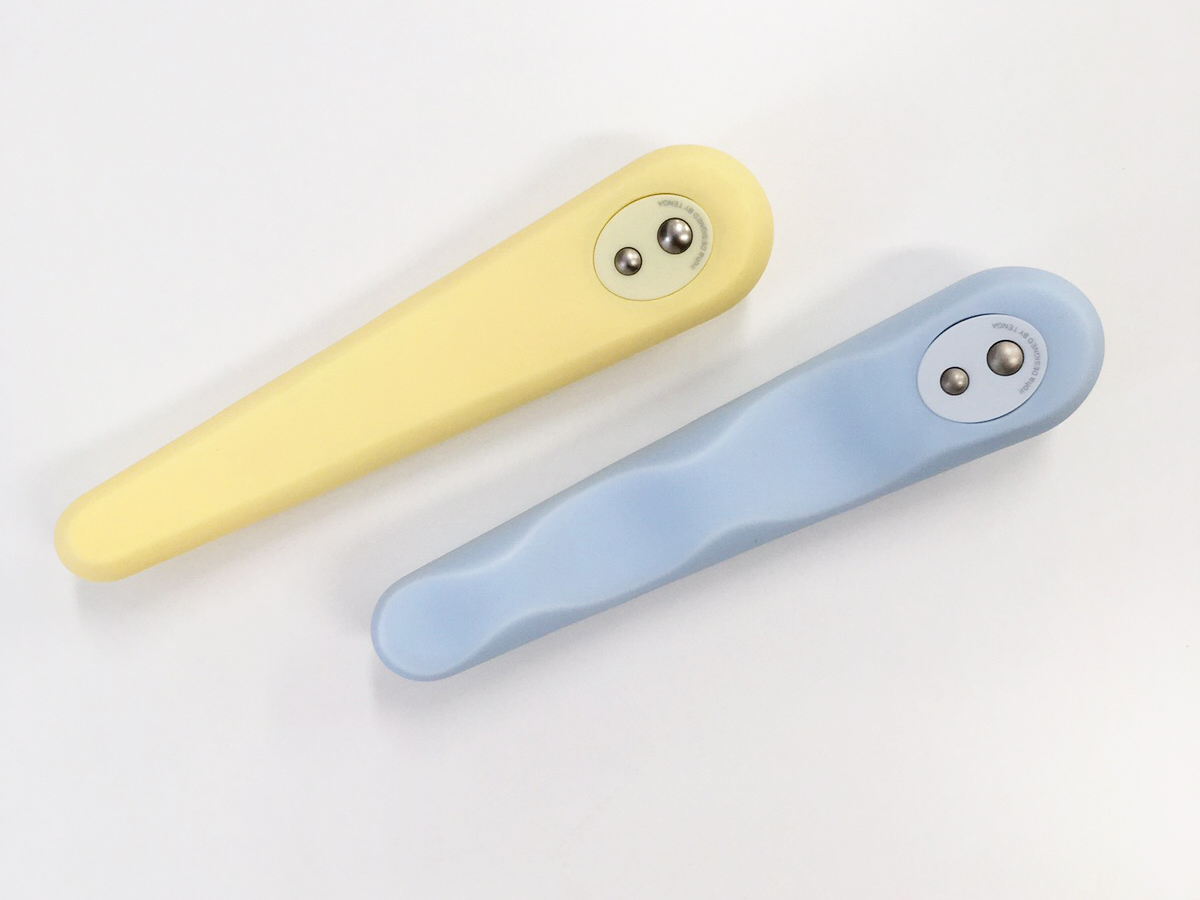
iroha FIT

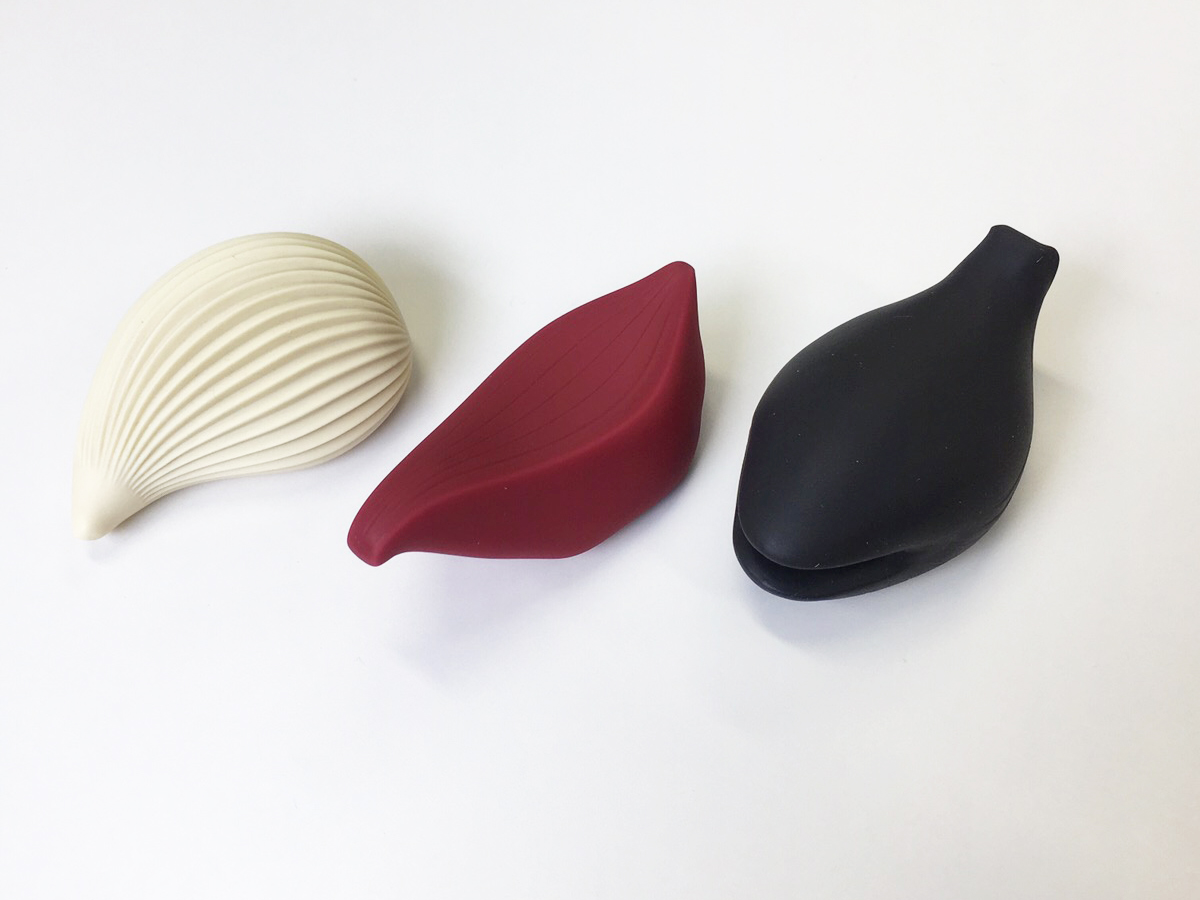
iroha+

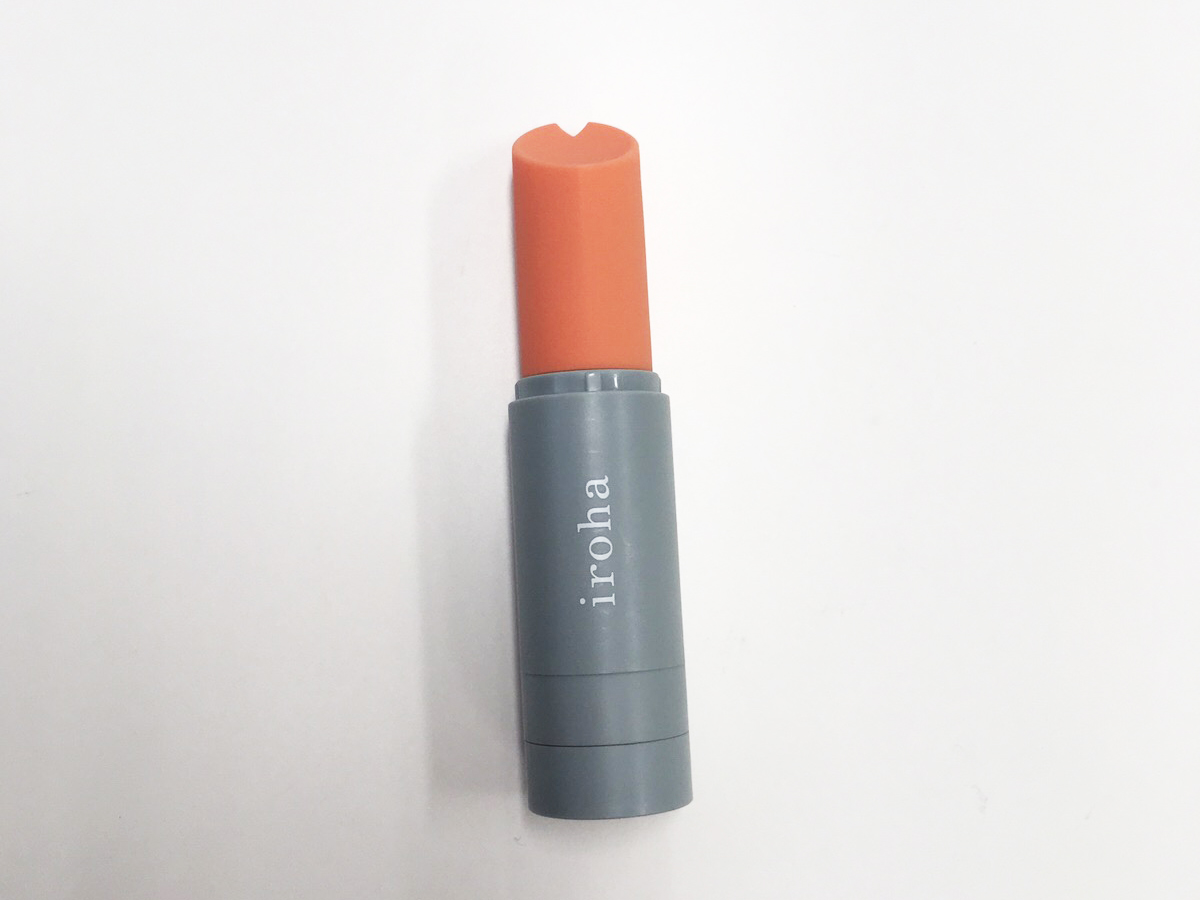
iroha stick

### iroha（イロハ）シリーズ
2013年3月3日に発売。充電式ローター。水洗いOKの防水設計で静音性も優れている。3段階の強弱振動＋1種類のパターン振動。
- ゆきだるま - 白いだるま形状。振動を楽しむのに加えて、先端部を挿入して使えるタイプ。
- はなみどり - みどり色の丸型形状。全体をあてがったり、先端部で振動を楽しんだりするタイプ。
- ひなざくら - ピンク色の桜の花びら形状。2つに割れた先端部で、つまんだりする使い方ができるタイプ。

### iroha mini（イロハ　ミニ）シリーズ
2013年12月20日発売。手のひらサイズのシンプルローター。単4電池1個で作動する。振動は1種類。
- ふじれもん
- うめあんず
- そらみかん

### iroha FIT（イロハ　フィット）シリーズ
2014年8月7日発売。ロングフォルムの充電式バイブレーター。水深50cmまでOKの防水設計。静音性。3段階の強弱振動＋1種類のパターン振動。
- みかづき - しなやかな弧を描く“三日月”（みかづき）をイメージしたタイプ。
- みなもづき - 風に揺れる水面に映った月“水面月”（みなもづき）をイメージしたタイプ。

### iroha＋（イロハ　プラス）シリーズ
2015年12月23日に発売。動物型の充電式ローター。水深50cmまでOKの防水設計。静音性。5パターンの強弱振動＋2種類のパターン振動。
- りんごとり - 赤色のことり形状。先端刺激と挿入を兼ね備えたタイプ。
- くしねずみ - クリーム色のはりねずみ形状。先端のくすぐり刺激と凸凹刺激を兼ね備えたタイプ。
- よるくじら - 黒色のくじら形状。沿わせる＆しっかり挟み込むタイプ。

### iroha stick（イロハ　スティック）
2016年11月25日発売。スティックタイプのシンプルローター。単4電池1個で作動する。水深50cmまでOKの防水設計。静音性。振動は強弱調整が可能。

### iroha temari（イロハ　テマリ）
2019年5月15日発売。シリーズ最大のハイパワーモーターが特長の充電式アイテム。

## エピソード
- 2015年 - irohaとirohaFITが「レッドドット・デザインアワード プロダクトデザイン2015」を受賞
- 2017年
  - irohaのパッケージが、「トップアワードアジア2017」を受賞
  - iroha＋が「レッドドット・デザインアワード プロダクトデザイン2017」」を受賞
- 2023年3月3日 - iroha10周年を記念し、読売新聞朝刊に全面広告を掲載[3]。